# Louise Hermanová
Louise Hermanová, zřídka Louisa, roz. Freundová (8. května 1916, Svitavy – 2. února 2013, České Budějovice), byla česká montessoriovská pedagožka, dětská vychovatelka, nemocniční sestra a překladatelka židovského původu. Byla vězněna v Terezíně, Osvětimi, Christianstadtu a Bergen-Belsenu a přežila i dlouhý tzv. pochod smrti. Roku 2013 jí byl věnován stolperstein ve Svitavách.

## Život
Po návštěvě reálky ve Svitavách odešla Louise Hermanová 1936 ze Svitav do Prahy, kde studovala montessoriovskou školu. Vzhledem k protižidovským zákonům po roce 1939 však nedostala žádné místo a musela pracovat jako vychovatelka u soukromých, většinou židovských rodin.
24. dubna 1942 byla Louise Hermanová deportována do KT Terezína. V tomto táboře, kde se nacházelo mnoho nezletilých, se spolu s dalšími spoluvězeňkami jako vychovatelka starala o děti v předškolním věku, byla obšem jediná, která na to měla kvalifikaci. 18. prosince 1943 pak byla Louise Hermanová převedena do KT Auschwitz-Birkenau, a sice do takzvaného Terezínského rodinného tábora, kde se nacházelo mnoho dětí a mladistvých. Vzhledem k její činnosti již v Terezíně byla přidělena k práci do "dětského" bloku 31, kde i nadále mohla pracovat jako opatrovkyně dětí (sama bydlela v bloku 29). Aby unikla tvrdým podmínkám v táboře, přihlásila se - podle některých pramenů dobrovolně - k novému pracovnímu nasazení, aniž by věděla, kam. Začátkem července roku 1944 byla převedena do polských Krzystkowic, kde se nacházel pobočný tábor KT Gross-Rosen - známý též jako pracovní tábor KT Christianstadt. Zde byla Hermanová přidělena k práci v muniční fabrice Gesellschaft m.b.H. zur Verwertung chemischer Erzeugnisse (krátce "Verwertchemie"), patřící koncernu Dynamit Nobel AG.
V lednu 1945, když se fronta nacházela již v Dolním Sasku, se vedení SS rozhodlo evakuovat tábor Gross-Rosen včetně všech pobočních táborů; evakuace započala v únoru 1945, z velké části pěšími pochody, později známé jako pochody smrti. Louise Hermanová byla začleněna do pěšího pochodu, směřujícího do Koncentračního tábora Flossenbürg v Horní Falci, vzdáleného asi 400 km. Z Flossenbürgu, kde setrvala asi jeden týden, se dostala do KT Bergen-Belsen, kde pobyla až do osvobození tábora anglickou armádou. V táboře však onemocněla skvrnitým tyfem, takže do Prahy se mohla vrátit až 14. července 1945.
Její návrat do Československa a repatriace se neobešel bez problérmů: Louise Hermanová se nemohla prokázat žádnými průkazy. Jistou dobu strávila v záchytných táborech, pak se ale s pomocí známých uchytla a byla dále aktivní. Mimo jiné z iniciativy židovské obce byla poslána na českopolskou hranici, kde se starala o z Polska prchající židovské občany, kteří utíkali v důsledku protižidovských pogromů v Polsku: tehdejší ministr zahraničí Jan Masaryk nařídil, že tito pronásledovaní občané smějí přes území Československa emigrovat do Palestiny - Louise Hermanová pomáhala tuto emigraci, podporovanou americkou židovskou organizací Joint, organizovat. Při této činnosti se seznámila s lékařem Alexandrem Hermanem, který koncentrační tábor sice přežil, ztratil tam ale manželku a děti; 16. března 1947 došlo k jejich svatbě na Staronové synagoze v Praze. Louise Hermanová získala později diplom zdravotní sestry a překladatelky z němčinny. Problémy měla rodina Hermanových po invazi sovětských vojsk 1968 do Československa: její manžel formuloval otevřený dopis, kde protestoval proti vstupu invazních vojsk a vyzval své zaměstnance, aby dopis podepsali.

## Stolperstein

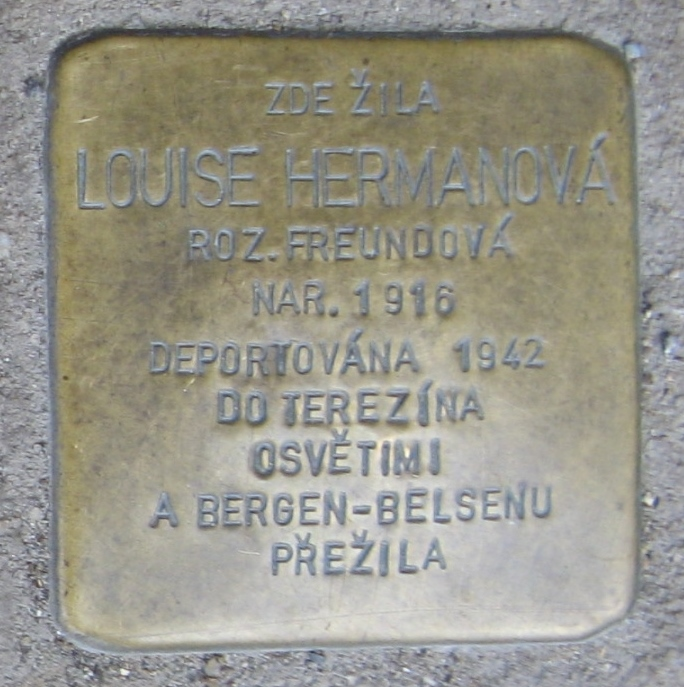
Stolperstein pro Louise Hermanovou

25. dubna 2013 byl před domem na Náměstí Míru č. 97, kde Hermanová ve Svitavách naposledy žila, položen v chodníku stolperstein (spolu s kameny pro Arnošta Freunda a Emila Freunda). Kámen nese následující nápis:
| ZDE ŽILA LOUISE HERMANOVÁ ROZ. FREUNDOVÁ NAR. 1916 DEPORTOVÁNA 1942 DO TEREZÍNA OSVĚTIMI A BERGEN-BELSENU PŘEŽILA |